# 小松康
小松 康（こまつ こう、1921年3月14日 - 1999年3月19日）は、日本の実業家。住友銀行元頭取。兵庫県神戸市出身。

## 経歴・人物
1946年に東京帝国大学経済学部を卒業し、同年に住友銀行に入行。1971年11月に取締役に就任し、1973年4月には常務に就任。常務時代に経営破綻に陥っていた総合商社安宅産業の社長として、出向し、同社の清算と伊藤忠商事との合併を取り仕切った。
1977年10月に住友銀行に復帰し、専務に就任し、1981年6月に副頭取を経て、1983年11月から1987年10月までに頭取を務めた。1986年に平和相互銀行を吸収合併し、アメリカのゴールドマン・サックスへの出資などで積極的な経営姿勢に評価され、1986年に英国金融雑誌の「バンカー・オブ・ザ・イヤー」にも選ばれた。
1987年10月に副会長に就任し、1990年10月に取締役相談役を経て、1991年2月には取締役に就任。
1991年から1998年までに日本総合研究所会長を務めた。1987年11月に藍綬褒章を受章した。
1999年3月19日心不全により東京都港区の病院で死去。78歳没

## エピソード
頭取時代から平和相互銀行との合併には慎重の立場であったので、磯田一郎会長と対立していた。